# 4コママンガ劇場
『4コママンガ劇場』（よんコママンガげきじょう）は、1990年から2006年にかけて、複数名の作家によるアンソロジー形式で刊行されていた、テレビゲームなどのパロディギャグを題材とした4コママンガの単行本シリーズ。スクウェア・エニックス（旧エニックス）発刊。

## 概要
特定のゲーム作品をテーマとしたギャグ4コママンガが収録されている、A5判の描き下ろしの単行本である。1冊に複数の作家が参加するアンソロジー形式をとっている。同社の看板作品である『ドラゴンクエストシリーズ』をはじめ、他社ゲーム作品を含め数々のシリーズが発刊されていた。
シリーズの代表作である『ドラゴンクエスト 4コママンガ劇場』は月刊少年ガンガンをはじめとする同社のコミック事業の原点でもあった。月刊少年ガンガンや月刊少年ギャグ王への連載も行われ、単行本化されている。また、長期間にわたり読者投稿も行われ、投稿作品だけを収録した単行本も発刊された。本シリーズへの執筆や読者投稿をきっかけに、ガンガンなどへのコミック連載に進出し、頭角を現した作家（柴田亜美、衛藤ヒロユキほか）も多い。
『ドラゴンクエスト』『マザー2』では、呪文 (PSI) やアイテムの名前がセリフに含まれる場合、原則としてコマの脇に注釈による解説が付記されており、シリーズに対する知識があいまいでも楽しめるように配慮されていた。
シリーズを通して一般的な少年誌相当の内容であり、いわゆるエロ・グロや過度の暴力表現、および世界観を根本から壊す表現はない。しかし、とりわけ『ドラゴンクエスト』においては、栗本和博の「怪傑大ねずみ」、柴田亜美の「ニセ勇者」、夜麻みゆきの「ペロキャン勇者」などのように、本来の設定にはない作家ごとの強い個性をキャラクターに持たせることがある程度許容されていた。これらの中で「定番ネタ」として用いられたキャラクター造形や設定が、後に制作されたドラゴンクエストのメディアミックス作品やリメイク版、派生作品で逆輸入する形で公式設定になった例もある。『IV』で後に公式設定になった「クリフトはアリーナに片想いしている」「マーニャは酒豪である」などは、『4コママンガ劇場』の影響が見られる。
『ドラゴンクエスト 4コママンガ劇場』はシリーズ累計800万部を超えるベストセラーとなった。本書をきっかけに、他社からも『4コマまんが王国』（双葉社）、『4コマギャグバトル』（光文社）、『4コマ決定版』（新声社）のように、ゲームを題材としほぼ同じフォーマットの4コマアンソロジーコミックシリーズが登場し、ひとつのジャンルを築いた。

## 沿革
1988年に発刊された書籍『ドラゴンクエストIII そして伝説へ… 知られざる伝説』の巻末に掲載された『ドラクエIII MAGAZINE』や、1989年に発刊された書籍『ドラゴンクエスト モンスター物語』『ドラゴンクエスト アイテム物語』の幕間コーナーとして収録された『アレフガルド小劇場』（いずれも栗本和博が執筆）がドラゴンクエストの4コママンガの原点で、それを単行本化したことが本シリーズの始まりである。
1990年4月19日の『ドラゴンクエスト 4コママンガ劇場』が最初の刊行。当時エニックスは『ドラゴンクエストブックシリーズ』というドラゴンクエストをテーマにした本のシリーズを刊行しており、最初はこのシリーズのひとつであった。そのため、当初は『ドラゴンクエストシリーズ』のみであったが、1991年5月24日の『スーパーマリオ 4コママンガ劇場』より任天堂のゲーム作品、1995年からは『ワンダープロジェクトJ』などのエニックスの他作品、『ストリートファイターII』などの他社のゲーム作品の4コママンガ劇場が刊行され、その過程で『4コママンガ劇場シリーズ』として独立したシリーズとなった。
刊行がスタートした当初は主に、すでに漫画家として活躍していた作家をメインに掲載していたが、本シリーズから派生した読者投稿コーナー「ドラゴンクエスト4コマクラブ」が始まってからは、主にそこから輩出された新人漫画家や、同社の『月刊少年ガンガン』および姉妹誌に所属する漫画家の作品を掲載していた。
『4コママンガ劇場シリーズ』は1冊につき、原則としてゲームの1つの作品または1つのシリーズを題材としているが、唯一の例外として、2000年に刊行された『おじゃる丸 4コママンガ劇場』は、『4コママンガ劇場シリーズ』に属しながらも、ゲームではなくアニメ作品を題材としている。
『4コママンガ劇場』の刊行は2006年4月21日の『テイルズ オブ シンフォニア 4コママンガ劇場(3)』が最後となり、同年9月以降は『月刊Gファンタジー』編集部が担当していたアンソロジー集「スーパーコミック劇場」（2005年まで刊行）の路線と統合される形で『ガンガンパワード』（後に月刊ガンガンJOKER）編集部が担当する「ガンガンコミックスアンソロジー」へ移行した。ここでは『ドラゴンクエストIX 星空の守り人』の4コママンガアンソロジーが刊行されたが、『4コマ劇場』という名称になっている。
公式には『4コママンガ劇場シリーズ』には含まれない扱いだが、あべゆうきによる『ドラゴンクエストX 4コママンガ劇場』がヤングガンガンとガンガンONLINEで連載され、ヤングガンガンコミックスとして単行本が発売されている（全2巻）。

## 4コママンガ劇場作品一覧

### 書籍
- 50音順、ただしシリーズ作品はシリーズの順番。
- 書名は「○○○ 4コママンガ劇場」（○○○の部分には原作ゲームのタイトルが入る）となっている。〜編と付いている場合は「○○○ 4コママンガ劇場・〜編」となる。
- 赤色の作品はドラゴンクエスト関連作品。
- 緑色の作品はエニックスおよびスクウェア・エニックス販売の自社作品。

| タイトル                                              | 原作販売元                             | 1巻の出版日    | 巻数   |
| ----------------------------------------------------- | -------------------------------------- | -------------- | ------ |
| アークザラッドII                                      | ソニー・コンピュータエンタテインメント | 1997年4月25日  | 全2巻  |
| アークザラッドIII                                     | ソニー・コンピュータエンタテインメント | 2000年3月24日  | 全1巻  |
| ヴァルキリープロファイル                              | エニックス                             | 2000年3月24日  | 全9巻  |
| ヴァンパイアセイヴァー                                | カプコン                               | 1997年11月21日 | 全1巻  |
| AIR                                                   | Key                                    | 2001年12月14日 | 全2巻  |
| おじゃる丸                                            |                                        | 2000年9月29日  | 全1巻  |
| 風のクロノア                                          | ナムコ                                 | 1998年3月27日  | 全1巻  |
| Kanon                                                 | Key                                    | 2001年7月27日  | 全3巻  |
| ガンパレード・マーチ                                  | ソニー・コンピュータエンタテインメント | 2001年11月30日 | 全5巻  |
| がんばれ森川君2号                                     | ソニー・コンピュータエンタテインメント | 1997年9月29日  | 全1巻  |
| クラッシュ・バンディクー                              | ソニー・コンピュータエンタテインメント | 1997年3月17日  | 全5巻  |
| グランディア                                          | ESP                                    | 1998年3月20日  | 全1巻  |
| グランディア エクストリーム                           | エニックス                             | 2002年5月31日  | 全1巻  |
| CLANNAD                                               | Key                                    | 2004年7月30日  | 全1巻  |
| ゲームボーイギャラリー                                | 任天堂                                 | 1997年5月30日  | 全1巻  |
| こみっくパーティー                                    | アクアプラス                           | 2001年10月26日 | 全4巻  |
| サモンナイト3                                         | バンプレスト                           | 2003年11月4日  | 全1巻  |
| サモンナイト クラフトソード物語2                      | バンプレスト                           | 2004年11月12日 | 全1巻  |
| サルゲッチュ                                          | ソニー・コンピュータエンタテインメント | 1999年10月24日 | 全4巻  |
| 新世紀エヴァンゲリオン 鋼鉄のガールフレンド2nd        | ガイナックス                           | 2003年11月14日 | 全3巻  |
| 新世紀エヴァンゲリオン 綾波育成計画withアスカ補完計画 | ブロッコリー                           | 2004年3月26日  | 全2巻  |
| 真・女神転生III-NOCTURNE                              | アトラス                               | 2003年6月20日  | 全1巻  |
| 新約・聖剣伝説                                        | スクウェア・エニックス                 | 2004年1月16日  | 全1巻  |
| スーパードンキーコング                                | 任天堂                                 | 1995年5月26日  | 全3巻  |
| スーパーマリオ                                        | 任天堂                                 | 1991年5月24日  | 全11巻 |
| スターオーシャン                                      | エニックス                             | 1996年12月27日 | 全1巻  |
| スターオーシャン セカンドストーリー                   | エニックス                             | 1998年10月30日 | 全18巻 |
| スターオーシャン ブルースフィア                       | エニックス                             | 2001年8月31日  | 全5巻  |
| スターオーシャン Till the End of Time                 | エニックス                             | 2003年5月30日  | 全5巻  |
| スターオーシャン Till the End of Time DIRECTOR’s CUT  | スクウェア・エニックス                 | 2004年4月2日   | 全3巻  |
| まるごとスターオーシャン!                             | エニックス/スクウェア・エニックス      | 2005年9月30日  | 全1巻  |
| スターフォックス64                                    | 任天堂                                 | 1997年7月25日  | 全1巻  |
| ストリートファイターII                                | カプコン                               | 1995年8月11日  | 全2巻  |
| ストリートファイターZERO2                             | カプコン                               | 1996年12月6日  | 全1巻  |
| ストリートファイターIII                               | カプコン                               | 1997年8月29日  | 全1巻  |
| ゼノサーガ                                            | ナムコ                                 | 2002年7月26日  | 全2巻  |
| ゼルダの伝説                                          | 任天堂                                 | 1992年6月26日  | 全8巻  |
| ゼルダの伝説 時のオカリナ                             | 任天堂                                 | 1999年3月26日  | 全2巻  |
| ゼルダの伝説 ムジュラの仮面                           | 任天堂                                 | 2000年7月28日  | 全1巻  |
| テイルズ オブ エターニア                              | ナムコ                                 | 2001年4月20日  | 全6巻  |
| テイルズ オブ デスティニー                            | ナムコ                                 | 2001年1月19日  | 全3巻  |
| テイルズ オブ デスティニー2                           | ナムコ                                 | 2003年3月28日  | 全8巻  |
| テイルズ オブ シンフォニア                            | ナムコ                                 | 2005年2月25日  | 全3巻  |
| テイルズ オブ リバース                                | ナムコ                                 | 2005年3月25日  | 全3巻  |
| テイルズ オブ ザ ワールド なりきりダンジョン3         | ナムコ                                 | 2005年6月30日  | 全1巻  |
| テイルズ オブ レジェンディア                          | ナムコ                                 | 2005年12月2日  | 全2巻  |
| テイルズ オブ ジ アビス                               | ナムコ                                 | 2006年3月31日  | 全1巻  |
| To Heart                                              | アクアプラス                           | 1999年12月1日  | 全7巻  |
| ToHeart2                                              | アクアプラス                           | 2005年3月18日  | 全2巻  |
| ドラゴンクエスト                                      | エニックス                             | 1990年4月19日  | 全20巻 |
| ドラゴンクエスト・番外編 -4コマクラブ傑作集-          | エニックス                             | 1991年3月21日  | 全23巻 |
| ドラゴンクエスト・ガンガン編                          | エニックス                             | 1991年11月20日 | 全13巻 |
| ドラゴンクエスト・ギャグ王編                          | エニックス                             | 1999年3月12日  | 全2巻  |
| ドラゴンクエスト 4コママンガ大全集                    | エニックス                             | 2000年7月28日  | 全7巻  |
| DQ 4コマ ドラゴンクエストIII そして伝説へ…            | エニックス                             | 1996年12月20日 | 上下巻 |
| DQ 4コマ ドラゴンクエストII                           | エニックス                             | 1997年2月27日  | 全1巻  |
| DQ 4コマ ドラゴンクエストI                            | エニックス                             | 1998年1月30日  | 全1巻  |
| ゲームボーイ ドラゴンクエストI・II・ミニ辞典          | エニックス                             | 1999年9月22日  | 上下巻 |
| ドラゴンクエストVII                                   | エニックス                             | 2000年12月1日  | 全8巻  |
| ドラゴンクエストV                                     | スクウェア・エニックス                 | 2004年7月2日   | 全3巻  |
| ドラゴンクエストVIII                                  | スクウェア・エニックス                 | 2005年2月25日  | 全3巻  |
| ドラゴンクエスト あるくんです                         | エニックス                             | 1997年12月5日  | 全2巻  |
| ドラゴンクエストモンスターズ テリーのワンダーランド   | エニックス                             | 1998年12月18日 | 全5巻  |
| ドラゴンクエストモンスターズ2                         | エニックス                             | 2001年6月29日  | 全3巻  |
| ドラゴンクエストモンスターズ キャラバンハート         | エニックス                             | 2003年6月27日  | 全1巻  |
| トルネコの大冒険                                      | チュンソフト                           | 1994年1月21日  | 全4巻  |
| トルネコの大冒険2                                     | エニックス                             | 1999年12月10日 | 全2巻  |
| トルネコの大冒険3                                     | エニックス                             | 2003年1月31日  | 全2巻  |
| バスト ア ムーブ                                      | エニックス                             | 1998年3月27日  | 全1巻  |
| ファイアーエムブレム                                  | 任天堂                                 | 1993年12月17日 | 全6巻  |
| ファイアーエムブレム トラキア776                      | 任天堂                                 | 2000年1月28日  | 全2巻  |
| ファイナルファンタジー・クリスタルクロニクル          | スクウェア・エニックス                 | 2004年1月16日  | 全1巻  |
| F 〜ファナティック〜                                  | プリンセスソフト                       | 2004年10月29日 | 全1巻  |
| ブレス オブ ファイアIV うつろわざるもの               | カプコン                               | 2000年9月29日  | 全1巻  |
| ファントム・ブレイブ                                  | 日本一ソフトウェア                     | 2004年4月2日   | 全2巻  |
| ファントム・キングダム                                | 日本一ソフトウェア                     | 2005年6月30日  | 全1巻  |
| ペルソナ2 罪                                          | アトラス                               | 1999年9月24日  | 全2巻  |
| ペルソナ2 罰                                          | アトラス                               | 2000年9月29日  | 全2巻  |
| ポケットモンスター                                    | 任天堂                                 | 1996年10月18日 | 全5巻  |
| ポポロクロイス物語                                    | ソニー・コンピュータエンタテインメント | 1996年11月22日 | 全1巻  |
| 星のカービィ                                          | 任天堂                                 | 1995年7月21日  | 全5巻  |
| 星のカービィ64                                        | 任天堂                                 | 2000年6月30日  | 全3巻  |
| 星のカービィ 夢の泉デラックス                         | 任天堂                                 | 2003年6月27日  | 全1巻  |
| 星のカービィ 鏡の大迷宮                               | 任天堂                                 | 2004年8月20日  | 全1巻  |
| 魔界戦記ディスガイア                                  | 日本一ソフトウェア                     | 2003年7月11日  | 全2巻  |
| マザー2                                               | 任天堂                                 | 1995年1月20日  | 全2巻  |
| モグラ〜ニャ                                          | 任天堂                                 | 1997年4月25日  | 全1巻  |
| モンスターファーム                                    | テクモ                                 | 1998年1月23日  | 全10巻 |
| 悠久幻想曲3 パーペチュアルブルー                      | メディアワークス                       | 2000年3月31日  | 全1巻  |
| ヨッシーストーリー                                    | 任天堂                                 | 1998年3月20日  | 全1巻  |
| ラジアータ ストーリーズ                               | スクウェア・エニックス                 | 2005年4月1日   | 全2巻  |
| ローグギャラクシー                                    | ソニー・コンピュータエンタテインメント | 2006年3月31日  | 全1巻  |
| ワイルドアームズ セカンドイグニッション               | ソニー・コンピュータエンタテインメント | 1999年12月17日 | 全3巻  |
| ワイルドアームズ アドヴァンスドサード                 | ソニー・コンピュータエンタテインメント | 2002年7月5日   | 全2巻  |
| ワイルドアームズ アルターコード:エフ                  | ソニー・コンピュータエンタテインメント | 2004年2月27日  | 全1巻  |
| ワイルドアームズ ザ フォースデトネイター              | ソニー・コンピュータエンタテインメント | 2005年6月17日  | 全1巻  |
| ワンダープロジェクトJ                                 | エニックス                             | 1995年3月10日  | 全1巻  |
| ワンダープロジェクトJ2                                | エニックス                             | 1997年3月14日  | 全1巻  |

### 雑誌
いずれもアンソロジー形式で掲載。

#### 連載
- ドラゴンクエスト 4コママンガ劇場 ガンガン編（月刊少年ガンガン、1991年4月号〜1998年No.5・6）
- ドラゴンクエスト 4コママンガ劇場 ギャグ王編（月刊少年ギャグ王、1998年9月号〜1999年4月号）
- ガンガンゲーム4コママンガ劇場（月刊少年ガンガン、1998年4月号〜1999年2月号）
- ドラゴンクエストモンスターズ 4コママンガ劇場（月刊少年ガンガン、1999年3月号〜年末頃）

#### 読み切り
- いただきストリート2 4コママンガ劇場（月刊少年ギャグ王、1994年8月号）
- ドラゴンクエスト 4コママンガ劇場 巻頭カラースペシャル（月刊少年ギャグ王、1994年9月号、1995年5月号、1996年3月号、1997年3月号）
- スーパードンキーコング 4コママンガ劇場（月刊少年ギャグ王、1995年4月号）
- ゲーム4コママンガ劇場（月刊少年ギャグ王、1995年6月号）
- アークザラッドII 4コママンガ劇場（月刊少年ギャグ王、1997年5月号）
- ポケットモンスター 4コママンガ劇場（月刊少年ギャグ王、1997年6月号）
- モンスターファーム 4コママンガ劇場（少年ガンガン、1998年No.3）
- スターオーシャンセカンドストーリー 4コママンガ劇場（月刊少年ギャグ王、1999年3月号）
- ドラゴンクエストモンスターズ〜テリーのワンダーランド 4コママンガ劇場（月刊少年ギャグ王、1999年4月号）

#### 増刊号
- 月刊少年ガンガン増刊 4コママンガ劇場（1993年10月24日） - ゲームの4コママンガだけでなく、オリジナルの読み切り作品が多数掲載されており、翌年に創刊される月刊少年ギャグ王の原型となっている。
  - ドラゴンクエスト4コマ ビッグゲスト編
  - ドラゴンクエスト4コマ 増刊スペシャル
  - ゲーム4コマ 3連発（スーパーマリオ、ゼルダの伝説、超兄貴）

## 主な執筆作家
/で区切ったのは4コママンガ劇場で使用された変更した名義または別名義、（）内は4コママンガ劇場では使用していない名義。
- あ行
  - 青木光恵、浅野りん、浅村イオン（藍月イオン）、あずき・まめお、天宮霞、曾我あきお（五十嵐あぐり）、池野カエル、石田和明、岩師静次、うずら野浩二、ナイダウル内田/内田じゅんた、卯花つかさ、浦地小夏/浦地コナツ、衛藤ヒロユキ、胡せんり、岡村多香子、小椋みき、押田J・O
- か行
  - 風峰ゆいな、かずき伊緒、加藤元浩、かなめゆきしろ、兼本あつこ、川崎ゆうり、川嶋留美、川本祐太郎、神崎りゅう子、神田達志、きりえれいこ、栗本和博、黒田和佐（米田和佐）、けやきひろし、こもわた遙華、梶原あや
- さ行
  - 獄中刑事サイバン/越後屋サイバン/cyban、坂本太郎、さがわゆめこ、笹桐ゆうや、梓端雅文、柴田亜美、清水あき、白井寛、白鳥ハト、白石琴似、新田真子、鈴木梢、すずや那智、ストライク平助、染宮和子
- た行
  - タイジャンホクト/関野マリコ、龍波小鳥、蓼、田渕よしこ、きいろ/田村きいろ、たるみ、ちるみる（いかわあや）、天空宇宙流（武凪知）、天佑神助、智
- な行
  - なかがわはてな、中井一輝 、奈津美柑、夏海ケイ、成田美穂、新山たかし、西川秀明、二条ユキヤ、丹羽俊晴、猫乃都（児嶋都）、ねたがわ・きてる、野国由紀、野原すずかけ/野広実由
- は行
  - はこだまき（箱田真紀）、原淳、はりぶきしきみ、ふじいたかし（袖山リキ？）、藤田佳子、藤凪かおる、プチ侍、藤森ナッツ、堀口レオ
- ま行
  - 魔神ぐり子、牧野博幸、松本朗、松本英孝、岬下部せすな、路みちる、三剣もとか、村上サトム、村上ゆみ子、森咲果梨
- や行
  - 八雲とおべぇ、山崎渉、夜麻みゆき、結城まさのへ、幸宮チノ
- ら行
  - 涼
- わ行
  - 渡空燕丸

## 楽屋裏
「楽屋裏」とは、掲載された漫画家が自己紹介や題材となったゲームやアニメのことを、1ページを使って語るコーナーのことである。このコーナーにより、読者が漫画家に親近感を沸くようになり、ひいては4コママンガ劇場シリーズが読者に強く受け入れられることにつながった。4コママンガ劇場シリーズを象徴するコーナーだともいえる。
ドラゴンクエスト4コママンガ劇場が刊行された初期段階ではすずや那智、柴田亜美、石田和明、栗本和博といったメインメンバーのみが楽屋裏を描いていた。新人作家の場合は無し、もしくは半ページだったこともあったが、ドラゴンクエスト4コマクラブがスタートした頃になると全員が一律に1ページずつ描くようになる。また、当初は「ドラゴンクエスト」が題材の4コママンガ劇場にしかなかった楽屋裏であったが、2000年頃からはそれ以外のゲームタイトルを題材とした4コママンガ劇場にも楽屋裏が載るようになり、表紙イラスト担当者や開発スタッフの楽屋裏ページが設けられることもあった。

## 楽屋裏以外の特殊コーナー
読者投稿
『ドラゴンクエスト』の2〜5巻と『スーパーマリオ』の3巻以降に収録。
読者より投稿作品を募集し、優秀作品を掲載。『ドラゴンクエスト』は後に「ドラゴンクエスト4コマクラブ」が発足され、『ドラゴンクエスト 番外編』に移行する。
5コママンガ
最初期を除く描き下ろし単行本作品において、各作家の最初のページは、1ページ全体を使って「4コマ」+「縦横2コマ分強サイズの大ゴマ」の5コママンガとなっている（後期では小さいコマを連結して4コマにしたり、自由にコマを割られたりすることが多くなる）。このページの作品タイトルはその作家の掲載ページ全体のタイトルとなり、目次ページにも記載される。
知られざる伝説
『ドラゴンクエスト 番外編』1〜3巻に収録。
石田和明による、自身とすずや那智、栗本和博、柴田亜美を中心にした4コマ作家の執筆模様を面白おかしく描いたフィクションマンガ。
タイトルは、ドラゴンクエストシリーズのゲーム外エピソードを書いた書籍「知られざる伝説」になぞらえたものと思われる。
スーパー合作4コマ
『ドラゴンクエスト 番外編』5巻以降に収録。
「ドラゴンクエスト4コマクラブ」投稿作品のうち、選外作品で傑作を、4コマクラブ出身作家によって描き直された作品を掲載。15巻以降ではカバーをはずした表紙と裏表紙に元となった作品を掲載。
巻頭カラースペシャル
『ドラゴンクエスト ガンガン編』4〜9巻に収録。
『月刊少年ガンガン』『月刊Gファンタジー』『月刊少年ギャグ王』に連載作品を持っていた作家（一部、4コママンガ劇場執筆経験者で既に4コママンガ劇場を引退していた作家を含む）によって描かれた作品。
『月刊少年ガンガン増刊 4コママンガ劇場』や、『月刊少年ギャグ王』に掲載された作品を収録。
執筆作家
太字は過去に4コママンガ劇場執筆経験者、（）内は執筆当時の主な上記雑誌群連載作品。50音順。
- いがらしみきお （忍ペンまん丸）
- 石田和明 （レニフィルの冒険）
- 岩村俊哉 （電撃ドクターモアイくん）
- 上田信舟 （女神異聞録ペルソナ）
- 衛藤ヒロユキ （魔法陣グルグル）
- 大清水さち （TWIN SIGNAL）
- 桜野みねね （まもって守護月天!）
- 津島直人 （妖怪人間ベムRETURNS）
- 堤抄子 （聖戦記エルナサーガ）
- 西川秀明 （Z MAN）
- 箱田真紀 （ファイアーエムブレム 暗黒竜と光の剣）
- 広内秀昭 （はるまげドン）
- 藤原カムイ （ドラゴンクエスト列伝 ロトの紋章）
- 増田晴彦 （輝竜戦鬼ナーガス）
- 松沢夏樹 （突撃!パッパラ隊）
- 水沢勇介 （夢幻街）
- 三剣もとか　※連載作品は持っていないが、7巻では巻頭カラースペシャルのみ執筆。
- 結賀さとる （天空忍伝バトルボイジャー）
- よしむらなつき （御意見無用っ!!）
- 渡辺広之 （魔法大冒険ダダとコゾ）

カラーイラスト
『Kanon』や『To Heart』などギャルゲーを題材にした作品では、巻頭カラーページにカラー4コママンガとあわせて、キャラクターのイラストを掲載した。後期の作品では、4コママンガ無しでカラーイラストのみの作品もある。作品によっては、イラストのみ参加の作家の楽屋裏も掲載された。
『To Heart』では、掲載されたカラーイラストをポストカードに仕立てたイラスト集「ポストカードギャラリー To Heart Heart & Heart」も刊行された（全2巻）。
ショートコミック
巻末部分に掲載された、非4コマの短編ストーリーマンガ。執筆作家陣はある程度固定されており、主にこもわた遙華や岬下部せすなが担当していた。また、エニックスの雑誌でそのゲームが原作のマンガを連載している漫画家が担当することもある。ショートコミックのみを掲載した『ショートコミック劇場』も刊行された（詳細は後述）。
開発スタッフ描き下ろし4コマ
対象ゲームの開発スタッフが執筆した4コマを掲載する。『風のクロノア』『ファイナルファンタジー・クリスタルクロニクル』など後期の単行本に掲載されている。
上記のほか、特に初期の作品では単発のコーナーもいくつか存在した。

## 姉妹シリーズ
複数の作家が執筆するアンソロジー形式で、A5判という点や、作家陣は4コママンガ劇場と共通ながら、4コマではない形式の作品を掲載する姉妹シリーズも発刊された。

### 1Pコミック劇場
ネタ1本につき1ページで4コママンガと同様に起承転結のオチがつく「1Pコミック」を収録したシリーズ。上部に4コママンガ同様にタイトルの枠がある点、原則として内枠からコマや絵をはみ出さない点を除き、通常のマンガと同様に自由にコマを割れる形式となっている。
『ドラゴンクエスト 1Pコミック劇場』は月刊少年ギャグ王1994年5月号〜1998年8月号まで連載されており、単行本はGag-Oh! コミックスレーベルとして発売された。全11巻。連載開始から1994年8月号までの名称は『ドラゴンクエスト ショートマンガ劇場』だった。
月刊少年ギャグ王に1997年1月号〜1998年1月号まで連載された『ポケットモンスター』の単行本も『ポケットモンスター 1Pコミック劇場』の名前で発刊された。『ドラゴンクエスト』と異なり、タイトル部分がなく、通常の漫画に近い形態となっている。アンソロジー形式ではなく、全編が成田美穂による作品。Gag-Oh! コミックスより全1巻。

### ショートコミック劇場
短編のストーリーマンガを掲載。スーパーマリオ、ファイアーエムブレム、星のカービィ、モンスターファームを題材にしたものが発刊された。ファイアーエムブレムは全2巻、ほかは全1巻。

### 秘伝 4コママンガの描き方
1はドラクエ4コマの作家陣、2はガンガンやギャグ王の連載陣がマンガの描き方をレクチャーする本。ペンやホワイト、スクリーントーンの画材の使い方から基本的なテクニック、作画や4コママンガの考え方を解説している。マンガの単行本ではないが、ドラクエ4コマへの読者投稿を念頭に置いた内容となっており、エニックスの既刊案内では4コママンガ劇場とともに「4コママンガシリーズ」の一部とされていた。
- 秘伝 4コママンガの描き方 今日から君もプロ作家! (ドラクエ4コマオールスター作家陣著、1995年11月1日発行、ISBN 978-4-87-025853-2)
- 秘伝 4コママンガの描き方2 完璧マスター プロの技教えます (1997年4月1日発行、ISBN 978-4-87-025962-1)